# Nos es muy conocida
Nos es muy conocida (Spaans voor Het is Ons zeer goed bekend) was een encycliek uitgevaardigd door paus Pius XI op 28 maart 1937 waarin de positie van de Rooms-Katholieke Kerk te Mexico centraal stond.

## Voorgeschiedenis
De scheiding van kerk en staat in Mexico en de grootschalige vervolgingen van religieuzen in het land hadden de paus er al verschillende malen toe gebracht schriftelijk te protesteren tegen de Mexicaanse regering. In een apostolische brief van 2 februari 1926, Paterna sane, had Pius XI onder meer fel geprotesteerd tegen de uitwijzing van de pauselijke delegatie uit Mexico (1924) en bepalingen uit de Mexicaanse grondwet van 1917 fel bekritiseerd die in de ogen van de paus een vijandige houding ten opzichte van de kerk rechtvaardigden. Ook wijdde Pius twee encyclieken aan de situatie in Mexico, Iniquis Afflictisque uit 1926 en Acerba animi uit 1932.

## Encycliek
Met Nos es muy conocida wilde Pius XI de geestelijkheid en de gelovigen in Mexico een hart onder de riem steken. Hij betreurde het echter, dat velen toch de zijde van de regering hadden gekozen, iets wat voortkwam uit persoonlijk gewin of angst voor vervolging. Toch prees de paus de initiatieven van de Mexicaanse kerk om in deze moeilijke tijden mannen op te leiden tot het priesterschap. Hiervoor werden deze aankomende priesters gestuurd naar de seminaries in buurlanden van Mexico ofwel naar het opgerichte Pio Latino College te Rome.
Toch wees Pius XI erop, dat er voor de werving van geestelijken niet de kwantiteit een doorslaggevend feit mocht zijn, maar dat vooral de kwaliteit van de priesters in spé zeer belangrijk was. Verder moesten de geestelijken zich ervan bewust zijn, dat zonder de hulp van leken het herstel van de positie van de kerk te moeilijk zou zijn. Ook de rol van de Katholieke Actie was een niet te onderschatten factor.
Dat de kerk ongeïnteresseerd zou zijn in de sociale positie van de inwoners van het land wees Pius XI resoluut van de hand. Immers was het geloof en het uitdragen van het geloof in de vorm van liefdadigheid in staat het lot van de minderbedeelden te verlichten. In de encycliek riep hij de clerus en de leden van de Katholieke Actie dan ook op om aan de verschillende bevolkingsgroepen bijzondere aandacht te schenken; de boeren, de Indianen, de studenten en de kinderen.
Moest men dan toch de stem verheffen tegen onrechtmatige daden van de regering, dan was dat volgens Pius alleen mogelijk wanneer daarbij enkele richtlijnen in acht werden gehouden. Zo moest de wijze waarop geprotesteerd werd legitiem zijn en niet de bestaande situatie verergeren. Het streven naar vrede moest centraal blijven staan.
Tot slot riep Pius XI op vertrouwen te hebben in de patrones van Mexico, de Onze-Lieve-Vrouw van Guadalupe.